# 大美和神社

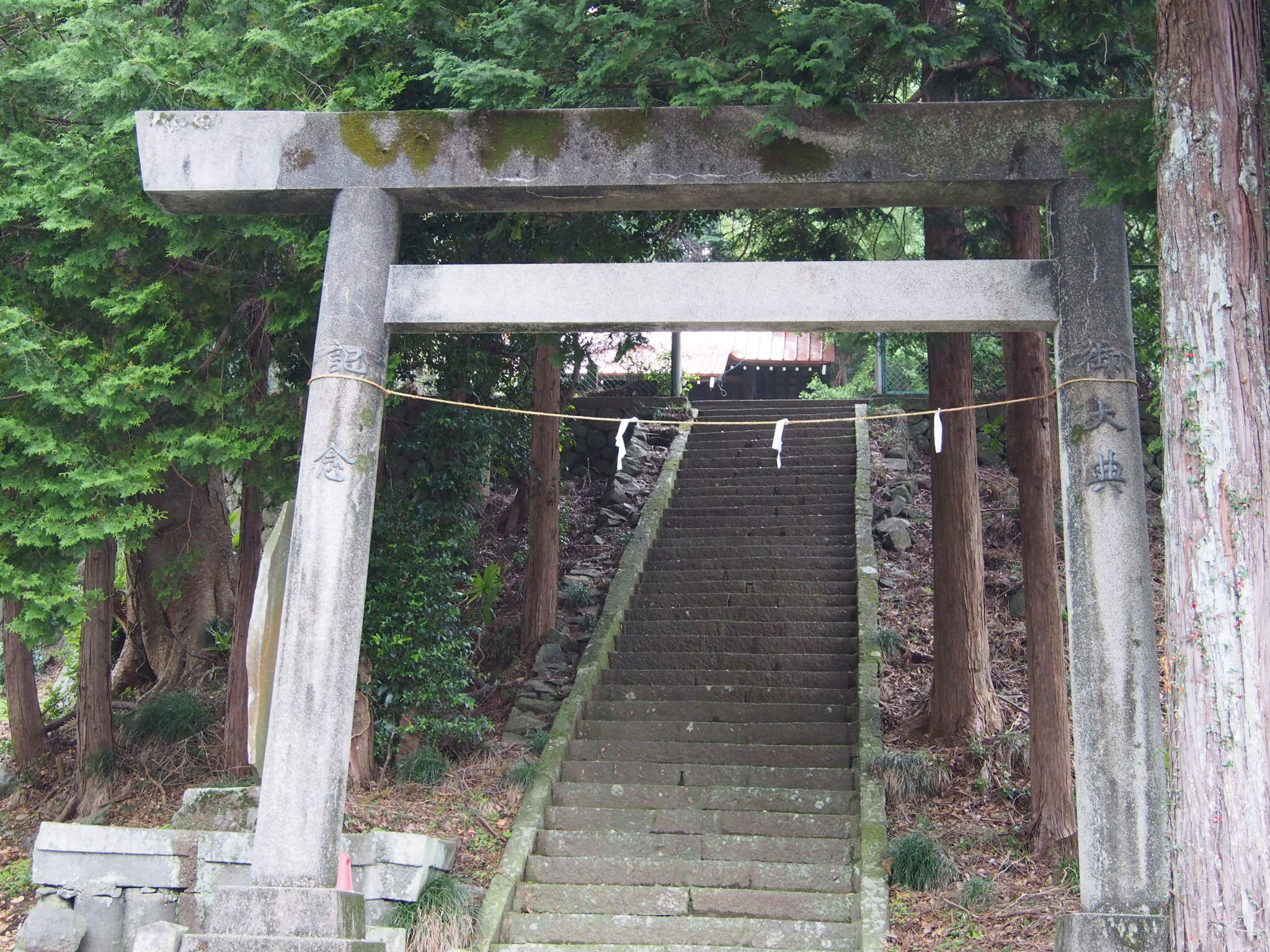
鳥居と拝殿

大美和神社（おおみわじんじゃ）は、神奈川県小田原市江之浦（えのうら）にある神社。
現在は松原神社の兼務社となっている。

## 概要
小田原市南西端・江之浦地区の山側、県道740号沿い、「江の浦」バス停付近を西に進んだ坂の上に鎮座している。
創建は寛文11年（1671年）とされる。
以前は「蔵王神社」と称され蔵王権現（あるいは熊野権現）としての性格が強かったが、第二次世界大戦中に現社名の大美和神社へと改称され、大神神社（おおみわじんじゃ）の分社としての性格が強くなった。
7月の例大祭では鹿島踊りが披露される。

## 祭神
- 大物主命
- 少彦名命[1]（あるいは伊弉冊命[2]）

## 祭事
- 例大祭 : 7月第3日曜日

## アクセス
- 箱根登山バス : バス停「江の浦」から西へ徒歩2分。